# Guilty Conscience
Guilty Conscience è un singolo del rapper statunitense Eminem, pubblicato il 18 maggio 1999 come terzo estratto dal suo secondo album in studio The Slim Shady LP.
Il 28 febbraio 2018, la RIAA lo certifica singolo d'oro per il mezzo milione di unità distribuite nel mercato statunitense.

## Descrizione
La canzone, eseguita insieme a Dr. Dre, mentore di Eminem, ebbe successo notevole e si basava su una sfida all'ultima rima tra i due rapper, che recitavano le parti del buono e del cattivo nel cervello di una persona (un po' come l'"angioletto" e il "diavoletto" in alcuni cartoni animati). Dr. Dre è nel ruolo dell'angelo, Eminem in quello del diavolo. Vi sono anche parentesi non rappate ed effetti sonori che descrivono parecchi scenari di vita quotidiana, e che rendono il contrasto più realistico creando tensione e curiosità. Eminem ha scritto sia i suoi versi che quelli del suo collega.

## Il testo
Il primo verso della canzone parla di Eddie, un ventitreenne in fin di vita che sta per rapinare un negozio di liquori. Dre riesce a convincere il ragazzo a non compiere la rapina, mentre Eminem cerca invano di indurlo a commettere il misfatto e di andare anche da una sua zia, sotto falsa identità perché nessun testimone lo riconosca. Inoltre cerca di giustificare il reato con la povertà della famiglia di Eddie. Dre avverte il giovane che i testimoni lo segnaleranno alla polizia, e che ai giornali lo bolleranno come "ricercato di prim'ordine". Così dice in un verso: "Se le cose andranno come si pensa, l'intero vicinato ti riconoscerà e ti denuncerà." Nella versione non editata, Eminem cerca andare di indurre Eddie ad assassinare il negoziante (che Dre reputa "più vecchio di George Burns").
Nel secondo verso si parla di Stan, ventunenne che trattiene sulle scale una ragazza di 15 anni durante un festino. Eminem lo convince a violentarla, malgrado le proteste di Dre. Quest'ultimo avverte Stan che finirà in galera per stupro, e cita anche il film Kids (1995). Nella versione editata di "Guilty Conscience" l'episodio viene reso meno crudo, e il rapper di Detroit suggerisce al ragazzo di lasciare la quindicenne sulla porta di casa (riferimento ad Animal House).
Il terzo verso cita il ventinovenne Grady, un muratore che torna a casa e scopre che sua moglie sta a letto con un altro uomo. Nella versione non editata, Eminem consiglia a Grady di uccidere brutalmente la donna. Quando si mette in mezzo Dre, il suo collega dice all'uomo di lasciare la moglie e di portarsi via i figli. Inoltre parla del passato di Dr. Dre nel gruppo gangsta rap NWA, e lo accusa di ipocrisia dicendo: "Mr. Dre, Mr. NWA, Mr. A.K. direttamente da Compton, voi tutti agite in meglio. Come diavolo fai a consigliare a quest'uomo di non essere violento?" . Alla fine Dre condivide l'idea di Grady, di uccidere la moglie e il suo amante. Questo finale fu lasciato anche nella versione tagliata della canzone, provocando alcune controversie.
Il brano contiene un campionamento da "Go Home Pigs" di Ronald Stein, dalla colonna sonora di Getting Straight. Questo campionamento non fu tagliato, e perciò Eminem fu citato in tribunale.
Guilty Conscience fa anche parte della raccolta Curtain Call: The Hits (2005). Sottofondo e ritornello del video stanno solo nella versione censurata, ma il narratore rimane lo stesso.

## Video musicale
Il video musicale ha un sottofondo non stop con un ritornello registrato, oltre che un narratore diverso. La versione su MTV eliminò la scena finale dell'assassinio e la convertì in un litigio feroce senza soluzione tra i due rapper.